# هوتیاهای زمینی
هوتیاهای زمینی (نام علمی: Geocapromys) نام یک سرده از تیره هوتیا است.